# Ōta Dōkan

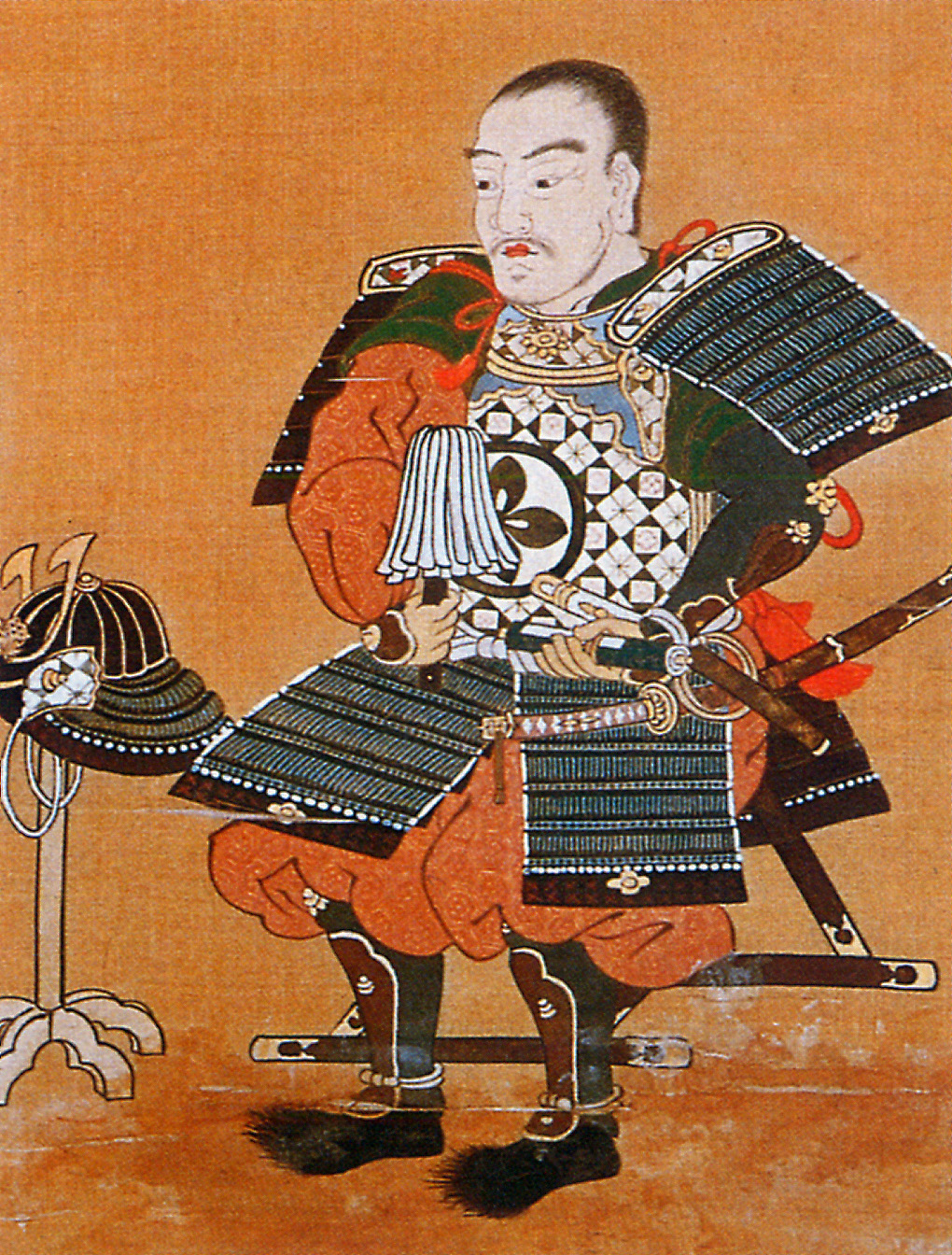
Ōta Dōkan

Ōta Dōkan (japanisch 太田 道灌; * 1432; † 1486) wurde als Ōta Sukenaga (太田 資長) in eine Daimyofamilie, die von Minamoto no Yorimasa abstammte, hineingeboren.

## Leben und Wirken
Ōta Dōkan erbaute von 1446 bis 1457 die Burg Edo. 1458 schor er sein Haar (das Zeichen, der Welt zu entsagen) und nahm den Namen Dōkan an, unter dem er bekannter ist. Später geriet er in die Auseinandersetzungen rivalisierender Herrscher der Gegend und wurde auf Anordnung von Uesugi Sadamasa umgebracht. Als Tokugawa Ieyasu 1590 die Gebiete um die Tokio-Bucht erhielt, begann er die inzwischen verfallenen Burg wieder aufzubauen und zu erweitern. 1603, nun Shōgun geworden, machte er sie zu seinem Regierungssitz. Auf dem unteren Gelände der Burg steht heute der Kaiserpalast. Jeden 1. Oktober feiert Tokio seinen Jahrestag zu Ehren des Gründers Ōta Dōkan.
Unter Dōkan wurde auch der Sannō Hie-Schrein am Rande der Burg Edo erbaut. Das Sannō-Fest am 15. Juni ist eins der drei großen Schrein-Feste Tokios.

Bronzeskulptur von Ōta Dōkan im Tokyo International Forum

Er hinterließ folgendes Todesgedicht:
| Kakaru toki sa koso inochi no oshikarame kanete nakimi to omoishirazuba | Hätte ich nicht gewusst, dass ich bereits tot war, hätte ich betrauert den Verlust meines Lebens. |

## Weblink
- Siehe auch: Ōta (Klan)

| Personendaten    | Personendaten                                                                        |
| ---------------- | ------------------------------------------------------------------------------------ |
| NAME             | Ōta, Dōkan                                                                           |
| ALTERNATIVNAMEN  | 太田道灌 (japanisch); Ōta Sukenaga (Geburtsname); 太田 資長 (Geburtsname, japanisch) |
| KURZBESCHREIBUNG | Mitglied einer japanischen Herrscherfamilie                                          |
| GEBURTSDATUM     | 1432                                                                                 |
| STERBEDATUM      | 1486                                                                                 |